# Print on demand
Print on demand (POD), azaz „nyomtatás igény szerint”, vagy „igény szerinti nyomtatás”. Korábban – és elvétve manapság is – használatosak rá a Publish on demand „kiadás igény szerint” vagy a Book on demand „könyv igény szerint” kifejezések is. Ez egyrészt egy nyomtatási technológia, másrészt egy újfajta szolgáltatás és üzleti konstrukció, amely szerint csak akkor kerül kinyomtatásra egy kiadvány vagy könyv, amikor arra konkrét megrendelés érkezik. A POD kialakulását és elterjedését a digitális nyomtatás fejlődése tette lehetővé, mert egyetlen vagy kevés példányszámú kiadványt nem gazdaságos olyan hagyományos technológiákkal kinyomtatni, mint a magasnyomás vagy az ofszet nyomás. Az Egyesült Államokban és Nyugat-Európában számos kisebb nyomda váltotta már fel hagyományos nyomdagépeit a POD technológiához szükséges berendezésekre, illetve több hagyományos könyvkiadó szerződéses kapcsolatban áll POD szolgáltatókkal. Számos tudományos kiadó, illetve egyetemi nyomda saját kiadványaik előállításához egyre inkább POD technológiát vesz igénybe. Nagyobb könyvkiadók pedig a POD technológiában rejlő előnyöket kihasználva tudják felmérni a piaci igényeket és az olvasók érdeklődését egy-egy megjelentetésre szánt kiadványuk esetében, vagy épp az elfogyott címek gyors utánnyomását biztosítják.

## Könyvkiadás

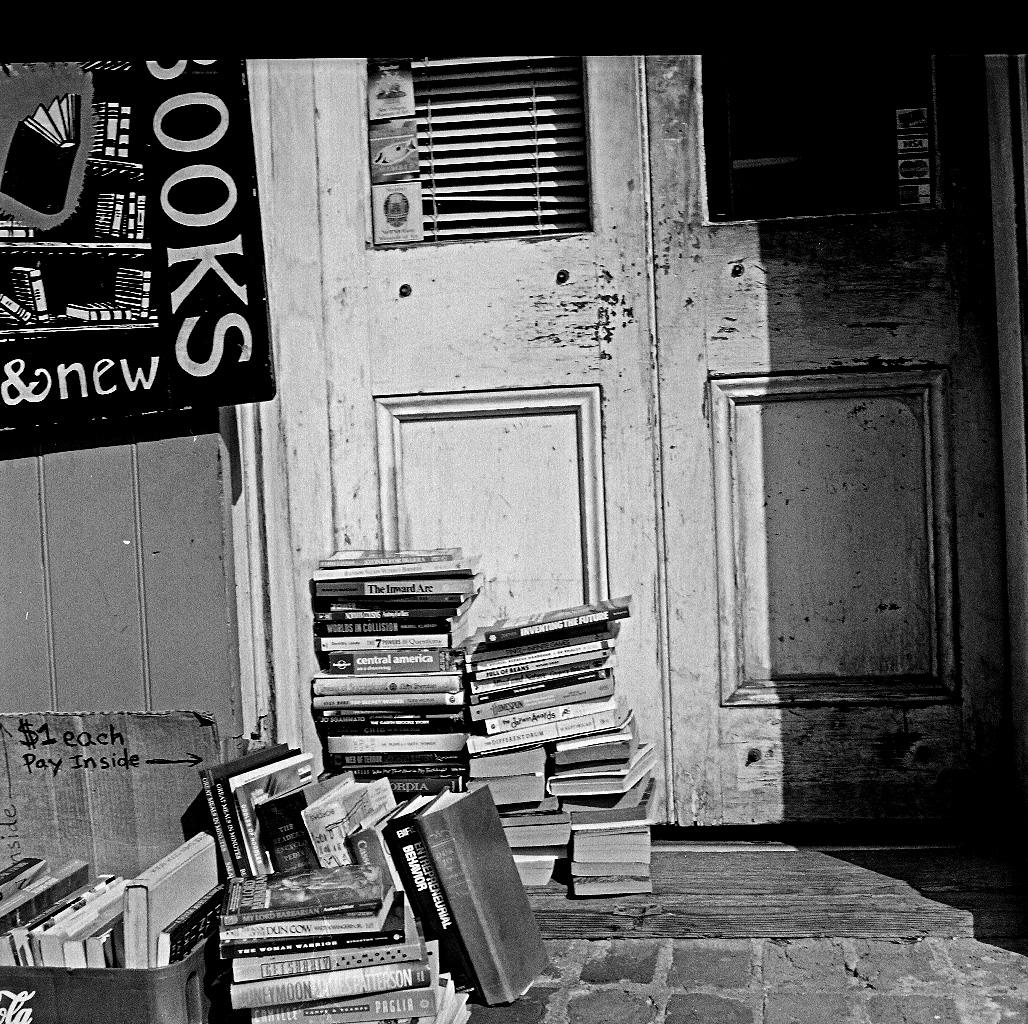
A POD technológiával készült könyvekből nincs eladatlan példány és nem igényelnek raktárkészletet.

A print on demand digitális technológiával előállított könyvek példányonkénti gyártási, előállítási költsége fix áras és egyforma függetlenül a megjelenő mű példányszámától. A POD szolgáltatás a gyakorlatban azt jelenti, hogy a legkisebb példányszám az egy példány. Alacsony példányszám esetén a hagyományos nyomtatás költségei jóval magasabbak lennének, mivel példának okáért az ofszet nyomtatással előállított könyvek kötetenként fajlagos költsége, annál alacsonyabb, minél nagyobb példányszámban kerül az adott cím kiadásra.
A POD szolgáltatásban az alacsonyabb költségek miatt a következő üzleti előnyök is rejlenek:
- A műszaki előkészületek általában jóval kevesebb időt vesznek igénybe, mint a hagyományos nyomtatás esetében.
- Nem kell nagy mennyiségű kinyomtatott könyvet szállítani és tárolni, amely így csökkenti a szállítási, tárolási, leltározási és könyvelési költségeket.
- Nincs eladatlan, raktáron maradt, leértékelésre, vagy újrahasznosításra szánt példány.

A digitális POD kiadvány tehát a hagyományos ofszet nyomtatás alternatívájának is tekinthető. A technológia fejlesztése ma már lehetővé teszi olyan színvonalú kiadványok kinyomtatását, amelyek alig különböztethetők meg a négyszínnyomásos ofszet technikával készült termékektől. A POD technológia a mai kiadói kockázatviselést, a fogyasztói igények folyamatos alul- vagy felülbecslését, a nyomtatáshoz szükséges minimális példányszámhatárt át nem lépő könyvek teljes mellőzését, valamint a túl sok példányban kinyomtatott könyvek sok éves költséges raktározását válthatja fel.

## Egyéb kiadványok
A digitális technológia ideális előállítási módja az olyan kis példányszámú kiadványoknak, mint például a plakátok, poszterek vagy reprodukciók, melyekből esetenként csak egyetlen példányt szükséges elkészíteni. Ennek a szolgáltatásnak a megjelenését és elterjedését a nagy formátumú nyomtatásra alkalmas tintasugaras nyomtatók kifejlesztése tette lehetővé. Az ebben rejlő előnyöket számos képzőművész, fotós, fotóművész éppen úgy kihasználja, mint a nagyobb intézmények. Példának okáért a londoni National Gallery 2003 júliusában állította rendszerbe a POD szolgáltatását, melynek segítségével az addigi 60 darabos művészeti reprodukció-kínálata egy csapásra 2 500 darabos kollekcióvá nőtt.
Más cégek pedig POD technológiával állíttatják elő katalógusaikat, magazinjaikat, árlistáikat, de jellemzően így készülnek a személygépkocsik szervizkönyvei, használati utasításai is.

## Egyedi ajándéktárgyak
A Print on demand modellel már nem csak a szerzők vagy kiadványszerkesztők élhetnek. Megjelentek a piacon olyan szerelepők, akik designereknek és grafikusoknak nyújtanak segítséget abban, hogy az elkészített munkájukat egyedi nyomtatott ajándéktárgyakon tudják árulni. Amerikában és Angliában ez a fajta üzleti forma már régóta jelen van és rengetegen vágnak bele a POD modellel működő vállalkozásba. Ez az üzleti modell azért nagyszerű, mert összehozza azokat a lehetőségeket, amiket az internet a rendelkezésünkre bocsátott azokkal az intelligens és kreatív emberekkel, akik szeretnék a munkájukat termékeken látni és ezzel másoknak örömet okozni.
A legismertebb külföldi POD oldalak, amik ajándékgyártással foglalkoznak a Redbubble és a Gearbubble, valamint a Spring (korábban Teespring). Magyarországon az I Love Póló POD szolgáltatása nyújt az említett külföldi szereplőkhöz hasonló lehetőségeket. 
Ezzel a megoldással bárki elindíthat az említett szolgáltatókon keresztül egy webshopot, ahol a saját termékeit árulhatja. A designer a mintáit feltölti az adott rendszerbe és kiválasztja, hogy pólókon, bögréken, pulóvereken, vászontáskán vagy egyéb nyomtatott ajándéktárgyon szeretné azokat árulni. Ezután a POD gyártó fogadja a designer rendeléseit, legyártja, csomagolja és feladja a vásárlói részére. A designer az eladásai után jutalékot kap, amely minden rendszernél változó mértékben kerül meghatározásra.

## Technikai háttér

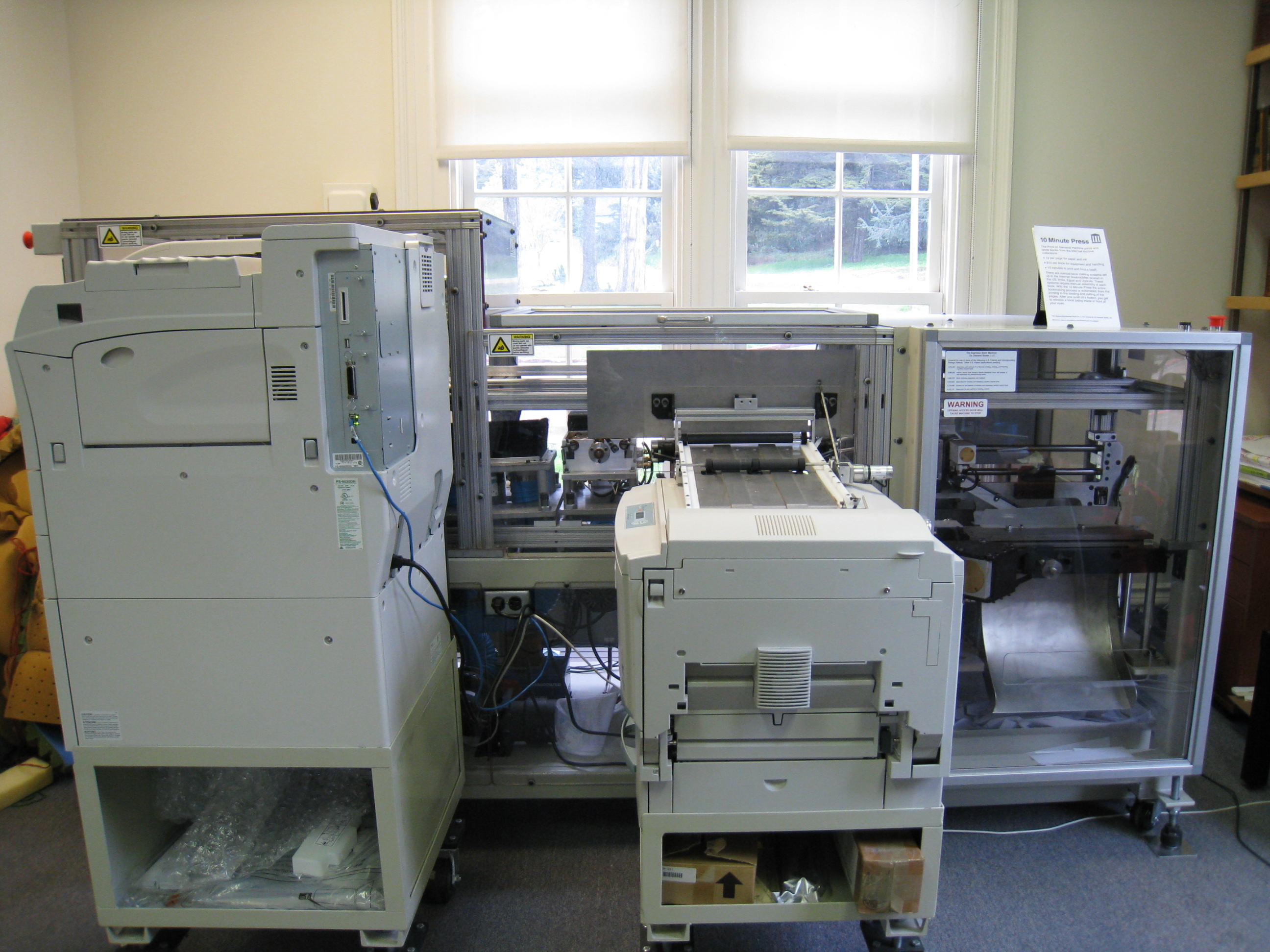
A POD technológia végzésére alkalmas speciális berendezés.

A POD egyik előnye abban rejlik, hogy alapvetően nem szükséges hozzá ipari méretű beruházást igénylő géppark. A nyomtatás teljes folyamatát egyetlen – kisebb fénymásoló nagyságú – gép végzi (digitális nyomtató), a mű elektronikus fájlban rendelkezésre bocsátott verziója alapján. Nem létezik külön POD-formátum, erre a célra a PDF vagy Word is megfelel. A kinyomtatott belívek pedig hagyományos módon méretre vághatók és tetszőleges módon köthetők, fűzhetők. Hazánkban leginkább ilyen, félmanufaktúra jelleggel készülnek a POD kiadványok, mert így a szolgáltatók sokkal alacsonyabban tudják tartani az előállítási áraikat, mint a POD technológiára kifejlesztett berendezésekkel, melyek a nyomtatástól a kötésig egyetlen gépsoron végzik el a könyvkészítés teljes műveletsorát.
Hiszen ma már létezik kifejezetten a POD technológiát végző berendezés is, melyek közül a legismertebb és legelterjedtebb a Xerox által kifejlesztett Espresso Book Machine (RBM). Ez a készülék 5-10 perc alatt, kétszáz oldalt nem meghaladó műveket teljes színes változatban, keménypapír-kötéssel ellátva képes kinyomtatni az EBM „Könyvtári minőségben” (library-quality). Az Espresso Book Machine mögött felsorakozott a Google is. A szerzői joggal nem védett műveket, melyek digitalizált formában léteznek, print változatban helyileg szolgáltatja POD keretében, az Espresso Book Machine gépezet segítségével.

## A POD hazai elterjedése
Magyarországon csak az elmúlt néhány évben jelent meg a POD technológia és szolgáltatás. A hazai legismertebb POD vállalkozások:
- Ad Librum Kiadó[10]
- Blog Digitális Könyvkiadó[11]
- Fapadoskonyv.hu[12]
- Publio Kiadó
- Révai Digitális Kiadó[13]
- Typotex Elektronikus Kiadó
- I Love Póló egyedi nyomtatott ajándékok

### Szolgáltatások, tevékenységek
A hazai POD szolgáltatást kínáló kiadók az alábbi négy tevékenységgel foglalkoznak:
Szerzői megrendelés:
- Alkotóknak, szerzőknek kínálnak lehetőséget, akik kis példányszámban kívánják műveiket megjelentetni;
- oktatóknak, akik saját jegyzeteikből kívánják diákjaikat tanítani;
- tudományos fokozatra aspirálóknak, egyetemi hallgatóknak és diákoknak, akiknek több példányban, kötött formátumban kell leadniuk munkájukat.

Kiadói megrendelés:
- A tervezett könyv megjelenése előtt 50-100 példány kinyomtatása és megküldése piackutatási célból;
- hagyományos technikával kinyomott mennyiség pótlása ideiglenesen, vagy hosszú távon;
- ajándékozási, ünnepi alkalmakra tervezett dokumentumok könyv alakban való megjelentetésre.

Céges megrendelés:
- évkönyvek
- éves jelentések
- helytörténeti kiadványok
- tankönyvek
- oktatási segédanyagok
- programfüzetek
- marketing kiadványok

Hagyományos kiadói tevékenység:
A POD technológiát alkalmazó szolgáltatók tevékenységi körében megjelenhetnek hagyományos könyvkiadói feladatok is, úgy mint szerzői jogok vásárlása, a szöveg gondozása (szerkesztés, korrektúra, lektorálás) vagy digitalizálása. Hazánkban az első ilyen cég a már említett fapadoskonyv.hu, amely a POD szolgáltatások mellett főprofilként könyvkiadói és könyvterjesztői feladatokat lát el. 2010 év végéig kínálatukban mintegy 1000 könyvcím szerepel, melyet saját online felületükön, és más internetes könyváruházon keresztül értékesítenek, és igény szerint bármelyik címet már akár egyetlen példányban is előállítják.

### Magyarul
- Kerekes Pál: Az elektronikus könyv. Ad Librum Kiadó, Budapest 2010. ISBN 978-615-5014-58-1
- Márföldi Rita: Print on demand, a jövő könyvkiadása - A d-book helye a könyvtárakban. Szakdolgozat. 2009. Elérhetőség: https://web.archive.org/web/20110909092850/http://krono.inaplo.hu/index.php/intra/7-incult/123-print-on-demand-a-joev-koenyvkiadasa?showall=1
- Print on demand. In: VanMás (a fapadoskonyv.hu magazinja) I. évf., 1. sz. 2010. tél. 4-5. Elérhetőség: http://www.naya.hu/fapadoskonyv.pdf%5B%5D
- Rab Árpád: Print on demand az Amazonon. In: Infinit hírlevél, 2005. ápr. 7.
- Hudák Tibor - Cardos Tucian: Úristen, POD-ozom! - könyv (2022) ISBN 978-615-01-6840-1

### Angolul
- 2007.5 Writer's Market, Robert Lee Brewer & Joanna Masterson. (2006) ISBN 1-58297-427-6
- The Fine Print of Self-publishing: The Contracts & Services of 48 Major Self-publishing Companies, Mark Levine. (2006) ISBN 1-9335385-6-2
- Print on Demand Book Publishing, Morris Rosenthal (2004) ISBN 0-9723801-3-2

### A POD szolgáltatásról angolul
- An Incomplete Guide to POD - útmutató és leírás a POD szolgáltatáshoz
- Print on Demand Publishing - a POD technológiáról a költség és haszon relációjában
- Self-Publishing, POD Technology and Author Mills - a POD, mint üzleti modell

### A magyar POD szolgáltatók honlapjai
- Az Ad Librum Kiadó honlapja
- A Blog Digitális Könyvkiadó honlapja
- A fapadoskonyv.hu honlapja
- A Révai Digitális Kiadó honlapja Archiválva 2010. szeptember 26-i dátummal a Wayback Machine-ben
- A Publio Kiadó honlapja
- Az I Love Póló honlapja